# Cresserons
Cresserons è un comune francese di 1 243 abitanti situato nel dipartimento del Calvados nella regione della Normandia.

## Società

### Evoluzione demografica
Abitanti censiti